# فلوبی
فلوبی (به سوئدی: Floby) یک منطقهٔ مسکونی در سوئد است که در بخش فالشوپینگ واقع شده‌است. فلوبی ۲٫۲۶ کیلومتر مربع مساحت و ۱٬۴۹۹ نفر جمعیت دارد.